# Saccogynidium caldense
Saccogynidium caldense là một loài rêu tản trong họ Geocalycaceae. Loài này được (Ångström) Grolle miêu tả khoa học lần đầu tiên năm 1960.